# Germán Cobos
Germán Cobos, właśc. Germán Sánchez Hernández-Cobos (ur. 7 lipca 1927 w Sewilli, zm. 12 stycznia 2015 w Almuñécar) – hiszpański aktor filmowy, telewizyjny i teatralny.

## Życiorys

### Wczesne lata
Urodził się w Sewilli. Wkrótce przeniósł się do Madrytu, gdzie studiował dramat w szkole filmowej IIEC i Konserwatorium.

### Kariera
W wieku 34 lat zadebiutował na scenie obok aktorki węgierskiego pochodzenia Lilí Murati. Jego debiut przed kamerami przyszedł w roku 1951 w melodramacie historycznym Lwica Kastylii (La leona de Castilla). Wystąpił potem m.in. we włosko-hiszpańskiej komedii romantycznej Susanna tutta panna, 1957) wystąpił w roli Alberto, dramacie Carlosa Saury Nakarmić kruki (Cría cuervos, 1976) jako Nicolas Garontes z Geraldine Chaplin. We włoskiej komedii Mario Monicelliego I picari (1987) zagrał rolę kierownika teatru, a w melodramacie Pedro Almodóvara Prawo pożądania (La Ley del deseo, 1987) był księdzem.
W 2010 roku otrzymał Złoty Medal Hiszpańskiego Stowarzyszenia Historyków Filmowych.

## Filmografia
- 1951: La Leona de Castilla
- 1954: La Patrulla jako Calatayud
- 1960: Taksówką do Tobruku (Un taxi pour Tobrouk) jako Paolo Ramirez
- 1961: O piątej po południu (A las cinco de la tarde) jako José Álvarez
- 1967: Jastrząb z Kastylii (El Halcón de Castilla) jako Don Diego de Mendoza
- 1967: Lola Colt jako El Diablo
- 1968: El secreto del capitán O’Hara jako kpt. Richard O’Hara
- 1976: Nakarmić kruki (Cría cuervos) jako Nicolas Garontes
- 1977: Długi weekend (El Puente)
- 1978: Samotni przed świtem (Solos en la madrugada)
- 1987: Prawo pożądania (La Ley del deseo) jako ksiądz
- 1990: Pod wiatr (Contra el viento) jako Antonio
- 1995: Usta do ust (Boca a Boca) jako ojciec Lucii
- 1996: Esposados jako Sr. Guerrero / Pan Warrior
- 1996: Po drugiej stronie ogrodu (Más allá del jardín) jako Alvaro Larra